# 松井朝敬
松井 朝敬（まつい ともたか、本名同じ、1971年 - ）は、兵庫県尼崎市出身のギタリスト、ウクレレ奏者、ハワイアンスティール・ギター奏者。

## 略歴
1971年生まれ。兵庫県尼崎市の松井医院の子供の双子の次男。
仁川学院小学校に入学、高等学校を1年次で退学。名古屋にて放浪後、大検を歴て大阪芸術大学音楽学科音楽工学専攻卒業。ギターを有山じゅんじに師事。
大学在学中から関西を中心にライブ活動を通じて、1900年代～1940年代のスウィング・ジャズ、ハワイアン、ラグタイムなどを手掛ける演奏家である。近年は[Sweet Hollywaiians]を率い、日本国内に留まらずアメリカにも活動の場を求め、戦前の奏法を今に伝える演奏家との共演、評価を得ている。音楽集団Sweet Stringsを主宰している。

## 音源
- Hula Girl / Sweet Hollywaiians ( Sweet Strings )
- 'O Surdato 'Nnammurato / Tom Marion and his Sweet Hollywaiians ( Sweet Strings )
- Too Marvelous For Words / The 5 Nuts Do ( Sweet Strings )
- Sensational Swing Combo / The 5 Nuts Do ( Sweet Strings )
- ウクレレ・モーツァルト[1] / Rolling Coconuts ウクレレ・シリーズ（ビクターエンタテインメント）　7曲参加
- ベストヒットUKE[2] / Various Artists（ビクターエンタテインメント）　2曲参加

その他　参加多数

## 楽譜
TAB譜付スコア　ウクレレ・モーツァルト［模範演奏CD付］/ ドレミ楽譜出版社